# Hippolyte de Cornulier-Lucinière
Pour les autres membres de la famille, voir Famille Cornulier.
Albert-Hippolyte-Henri, comte de Cornulier-Lucinière, né le 17 juillet 1809 au château de Lucinière à Joué-sur-Erdre et mort le 17 avril 1886 à Nantes, est un militaire et homme politique français.

## Biographie
Issu d'une vieille famille bretonne, qui avait fourni de nombreux échevins à la ville de Nantes, Albert-Hippolyte-Henri de Cornulier-Lucinière est le fils de Jean Baptiste Théodore Benjamin de Cornulier-Lucinière, officier et maire de Nort-sur-Erdre, et d'Anne d'Oilliamson (fille de Gabriel d'Oilliamson), et est le frère de l'amiral de Cornulier. Il débute lui-même dans la marine royale, mais doit bientôt la quitter à cause des souffrances intolérables que lui faisait endurer le mal de mer, et passe, en 1830, dans les gardes du corps de Charles X. Les journées de Juillet 1830 le décidèrent à s'expatrier. Il sert quelque temps, comme lieutenant, dans l'armée de don Miguel de Portugal, lorsque celui-ci se fut emparé du trône au détriment de Dona Maria.
Revenu en France, il se consacra entièrement à l'administration du domaine des Bretaudières, à Saint-Philbert-de-Grand-Lieu, domaine dont son mariage l'avait rendu propriétaire, fut nommé conseiller général de la Loire-Inférieure de 1848 à 1852 pour le canton de Saint-Philbert-de-Grand-Lieu, et, sous le Second Empire, devint conseiller municipal de Nantes. Il observa à l'égard du gouvernement de Louis-Napoléon Bonaparte une attitude très réservée, et, quoique légitimiste convaincu, évita, semble-t-il, de rompre en visière à l'autorité établie. Il fut seulement candidat indépendant, sans succès, au Corps législatif le 24 mai 1869, dans la 1re circonscription de la Loire-Inférieure. Lors des élections de 1871 à l'Assemblée nationale, Cornulier-Lucinière fut porté sur la liste conservatrice, et devint représentant de la Loire-Inférieure. Il alla siéger à l'extrême-droite, dans le groupe des royalistes et des catholiques intransigeants, et, sans prendre aucune part aux discussions de l'Assemblée, se signala par ses votes, comme un des champions les plus zélés de la monarchie et de la papauté.
Au surplus, les adversaires politiques de Cornulier-Lucinière se plaisaient à rendre hommage à la droiture de son caractère. Signataire de l'adresse en l'honneur du Syllabus, ainsi que de la proposition tendant au rétablissement de la monarchie (15 juin 1874), et l'un des huit députés qui refusèrent de s'associer au vote de la prorogation des pouvoirs du maréchal de Mac-Mahon.
Au moment des élections des sénateurs inamovibles par l'Assemblée nationale (1875), il fut du groupe des légitimistes qui, pour empêcher le succès des orléanistes, s'unirent aux républicains de l'Assemblée. Il gagna lui-même à cette alliance son siège d'inamovible, le 11 décembre 1875. Conseiller général du 2e canton de Nantes le 8 octobre 1871, il fut remplacé, aux élections départementales de 1874, par un candidat libéral. Cornulier-Lucinière siégea à l'extrême-droite du Sénat, vota (1877) la dissolution de la Chambre des députés, et, quand les conservateurs-monarchistes furent devenus la minorité au palais du Luxembourg, il s'associa à tous les votes de protestation de ses collègues contre les actes du gouvernement républicain.
Il épouse la petite-fille du général Jean-Baptiste de Couëtus.